# Пендлтон, Натаниэль (борец)
Натаниэль Грин «Нэт» Пендлтон (англ. Nathaniel Greene "Nat" Pendleton; 9 августа 1895, Давенпорт, Айова, США — 12 октября 1967, Сан-Диего, Калифорния, США) — американский борец вольного стиля, серебряный призёр Олимпийских игр, актёр   Брат актёра Стива Пендлтона 

## Биография
Родился в Айове, поступив в университет, переехал в Нью-Йорк, где занялся борьбой. 
Выступал в соревнованиях по борьбе во время обучения в Колумбийском университете. Двукратный чемпион США по версии Eastern Intercollegiate Wrestling Association (1914, 1915)
На Летних Олимпийских играх 1920 года в Антверпене боролся в весовой категории свыше 82,5 килограммов (тяжёлый вес). Борьба проходила по правилам Catch As Catch Can, напоминающим правила современной вольной борьбы. Схватка по регламенту турнира продолжалась 10 минут, финальные схватки три раунда по 10 минут. Турнир проводился по системе с выбыванием после поражения; выигравшие во всех схватках боролись в финале, проигравшие в полуфинале боролись за третье место. 
Все ожидали от Пендлтона золотой медали, но он уступил в финале Роберту Роту и остался с серебром олимпийских игр. 
См: турнирную сетку
Также на тех же играх принял участие в соревнованиях по греко-римской борьбе, но в них в первой же встрече с Эрнстом Нильссоном был дисквалифицирован (запрещённый приём).
См: турнирную сетку
После игр закончил обучение в университете, затем некоторое время выступал как профессиональный борец, что принесло ему звание «Чемпиона мира» и «звёздный» статус. Вскоре ему предложили сниматься в кино и он стал актёром. Поначалу его роли были весьма эпизодическими, даже без упоминания в титрах. В 1927 году Пендлтон окончательно решил связать свою дальнейшую судьбу с кино и переехал в Голливуд. Первой ролью, после которой актёр получил крепкую репутацию стала роль Евгения Сандова в оскароносном фильме Великий Зигфелд 1936 года. Всего снялся в около 100 фильмах, в основном в амплуа гангстеров, телохранителей и т.п., то есть там, где важна была фактура тела. Закончил сниматься в 1947 году, одной из его последних работ стало участие в фильме Напуганная до смерти. 
Умер в 1967 году от инфаркта 